# Ево Моралес
Хуан Ево Моралес Айма (на испански: Juan Evo Morales Ayma) е боливийски политик, президент на Боливия от 22 януари 2006 до 11 ноември 2019 г.

## Биография
Роден е на 26 октомври 1959 г. в Орионка, Боливия. Водач на партия „Движение към социализъм“ от нейното създаване през 1997 г.